# Lles de Cerdanya
Lles de Cerdanya település Spanyolországban, Lleida tartományban. Lles de Cerdanya Meranges, Bellver de Cerdanya, Prullans, Montellà i Martinet, El Pont de Bar, Les Valls de Valira, Escaldes-Engordany közösség, Encamp és Porta községekkel határos. Lakosainak száma 285 fő (2024).

## Népesség
A település népessége az utóbbi években az alábbiak szerint változott:
| Lakosok száma | 502  | 1049 | 735  | 588  | 313  | 246  | 271  | 260  | 253  | 285  |
|               | 1717 | 1887 | 1936 | 1960 | 1986 | 2004 | 2009 | 2014 | 2019 | 2024 |